# إرنست مونش
إرنست مونش (بالألمانية: Ernst Münch)‏ (و. 1876 – 1946 م) هو عالم نبات، وأستاذ جامعي من ألمانيا .

## مناصب وهيئات
أدار جامعة لودفيش ماكسيميليان في ميونخ.